# Liolaemus puelche
Liolaemus puelche är en ödleart som beskrevs av  Avila, Morando, Fulvio PEREZ och SITES 2003. Liolaemus puelche ingår i släktet Liolaemus och familjen Tropiduridae. Inga underarter finns listade i Catalogue of Life.